# Artibonitevallei
De Artibonitevallei is een vlakte in het centrale gedeelte van Haïti.
Zij is genoemd naar de rivier de Artibonite die deze vlakte doorkruist. In het noordoosten wordt ze begrensd door de Montagnes Noires en in het zuiden door de Chaîne des Matheux en de Montagnes du Trou d'Eau.
De oppervlakte bedraagt ongeveer 800 km². De hoogte is overal minder dan 100 meter. De vlakte is middelmatig vruchtbaar. Er is weinig natuurlijke vegetatie. Toch is ze belangrijk voor de Haïtiaanse landbouw, mede door irrigatie vanuit de Artibonite.